# ترافيس أتكينز
ترافيس أتكينز (بالإنجليزية: Travis Atkins)‏ هو جندي أمريكي، ولد في 9 ديسمبر 1975 في مونتانا في الولايات المتحدة، وتوفي في 1 يونيو 2007 في العراق بسبب إصابة.